# Paulo Guedes

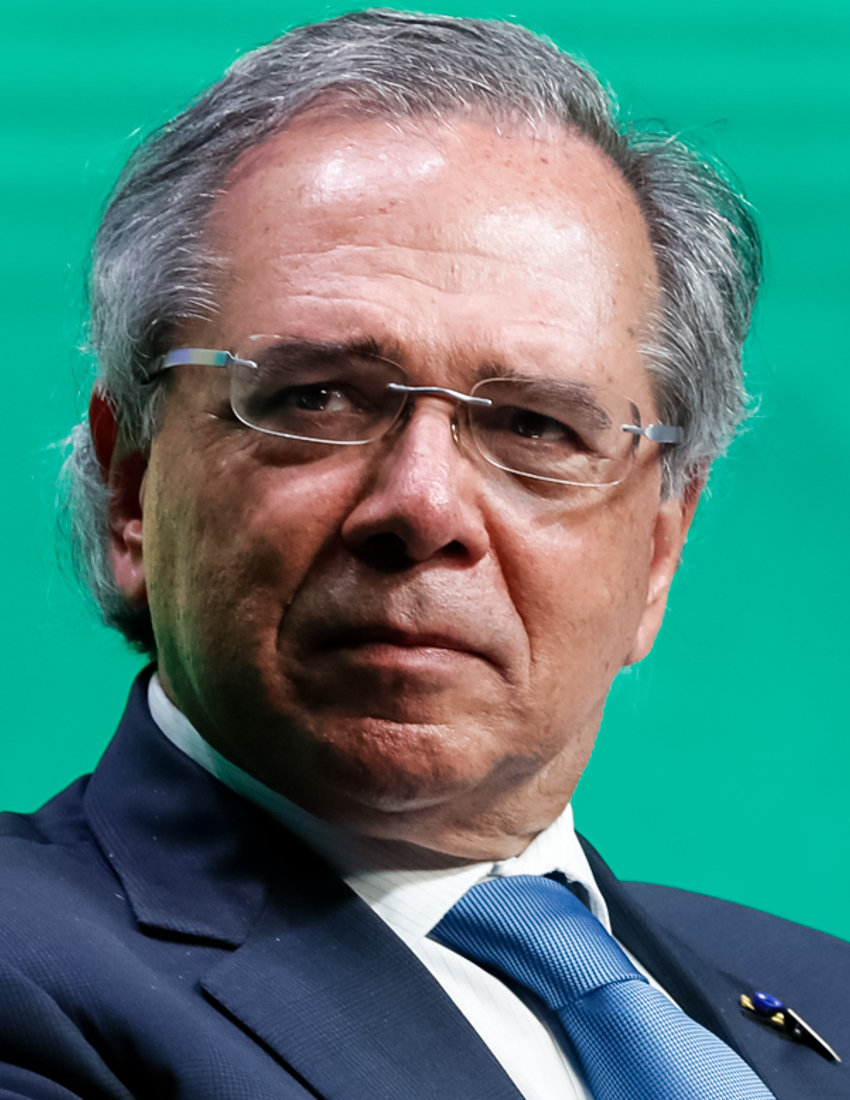
Paulo Guedes (2019)

Paulo Roberto Nunes Guedes (* 24. August 1949 in Rio de Janeiro) ist brasilianischer Ökonom und Mitbegründer der Investmentbank BTG Pactual sowie des Think Thank Instituto Millenium. Er war von 2019 bis 2022 Wirtschaftsminister von Brasilien im Kabinett Bolsonaro.

## Leben
Guedes wurde in Rio de Janeiro geboren und studierte an der Universidade Federal de Minas Gerais. Später erhielt er einen Master in Wirtschaftswissenschaften von der Fundação Getulio Vargas (FGV). 1974 zog Guedes mit seiner Frau in die Vereinigten Staaten, um die University of Chicago zu besuchen. Anfangs ein Anhänger des Keynesianismus, wurde er hier unter dem Einfluss seines Lehrers Milton Friedman zu einem Anhänger des Wirtschaftsliberalismus bzw. Neoliberalismus. Zu seinen akademischen Schwerpunkten gehörten Makroökonomie, internationaler Handel und Ökonometrie. Guedes erhielt seinen Ph.D. im Jahre 1978.
1983 war Guedes einer der Mitbegründer der Investmentbank Banco Pactual, heute BTG Pactual und Teil von UBS. In den 1980er lehrte er Ökonomie an verschiedenen akademischen und privaten Institutionen, darunter auch der Universidad de Chile während der Militärdiktatur von Augusto Pinochet. Von 1983 bis 1999 war Guedes Generaldirektor von Ibmec, einer privaten Wirtschaftsschule. Guedes war nebenbei auch ein Kolumnist für O Globo, Folha de São Paulo und Exame und Mitarbeiter des Investmentfonds Bozano Investimentos. 
Er ist mit Maria Cristina Bolívar Guedes verheiratet und hat eine Tochter. 

### Politische Karriere
Guedes war noch nie Mitglied einer politischen Partei, war jedoch 1989 für das Wirtschaftsprogramm der Präsidentschaftskampagne des liberalen Kandidaten Guilherme Afif Domingos verantwortlich. 
Im Jahr 2018 wurde Guedes zum Wirtschaftsberater für den Wahlkampf von Jair Bolsonaro bei den Präsidentschaftswahlen im Jahr 2018 ernannt. Guedes wurde damit zur wahrscheinlichen Wahl für den Wirtschaftsminister in einem zukünftigen Kabinett. Als wirtschaftlicher Sprecher von Bolsonaro sprach sich Guedes für die Privatisierung mehrerer staatseigener Unternehmen aus, wie auch für eine Reform des Rentensystems und einer Vereinfachung des Steuerwesens.
Guedes wurde nach der Wahl von Bolsonaro zum Präsidenten als Chef des Wirtschaftsministeriums bestätigt. Das Ministerium von Guedes umfasst die Bereiche Finanzen, Planung, Budgetierung, Industrie und Handel. An den Kapitalmärkten wurde die Ernennung von Guedes positiv aufgenommen. Er bekleidete das Amt vom 1. Januar 2019 bis zum 1. Januar 2023. Im Oktober 2019 verabschiedete der brasilianische Senat eine Reform des Rentensystems, um den starken Anstieg der Staatsverschuldung zu bremsen, was als ein bedeutender Erfolg für seine wirtschaftspolitische Agenda interpretiert wurde.

## Kontroversen
Am 2. Oktober 2018 beschloss die Bundesgeneralanwaltschaft (Ministério Público Federal, MPF), Guedes wegen Betrugs im Zusammenhang mit der Verwaltung der von ihm verwalteten Investmentfonds zu untersuchen. Seit 2009 haben diese Fonds Beiträge in Höhe von einer Milliarde brasilianischer Real von Pensionsfonds des brasilianischen Staates erhalten. Guedes bestritt Fehlverhalten und sagte, die Untersuchung sei politisch motiviert. Im Dezember 2018 nahm die Bundespolizei den Antrag des MPF auf Einleitung einer Untersuchung der Praktiken von Guedes hinsichtlich Pensionsfonds an.